# Thắng cảnh khu trồng nho trên đảo Pico
Thắng cảnh khu trồng nho trên đảo Pico là một Di sản thế giới của UNESCO nằm trên đảo Pico, thuộc nhóm đảo Azores, Bồ Đào Nha. Nó bao gồm các vườn nho được chia thành các khoảnh đất dung nham đen và được bảo vệ bởi các bức tường được xây dựng từ các khối đá bazan bị phong hóa xếp chồng lên nhau mà không cần vữa. Các bức tường đá này có nhiệm vụ bảo vệ những vườn nho trước nước và gió biển trong khi vẫn đảm bảo lượng ánh sáng Mặt trời cần thiết cho sự trưởng thành của vườn nho.
Cảnh quan văn hóa này có nguồn gốc từ thế kỷ 15 ngoài các vườn nho thì còn có các ngồi nhà tư nhân, hầm rượu, lò chưng cất rượu, nhà thờ, cảng biển, giếng nước và nhà năng lượng Mặt trời.

## Hình ảnh

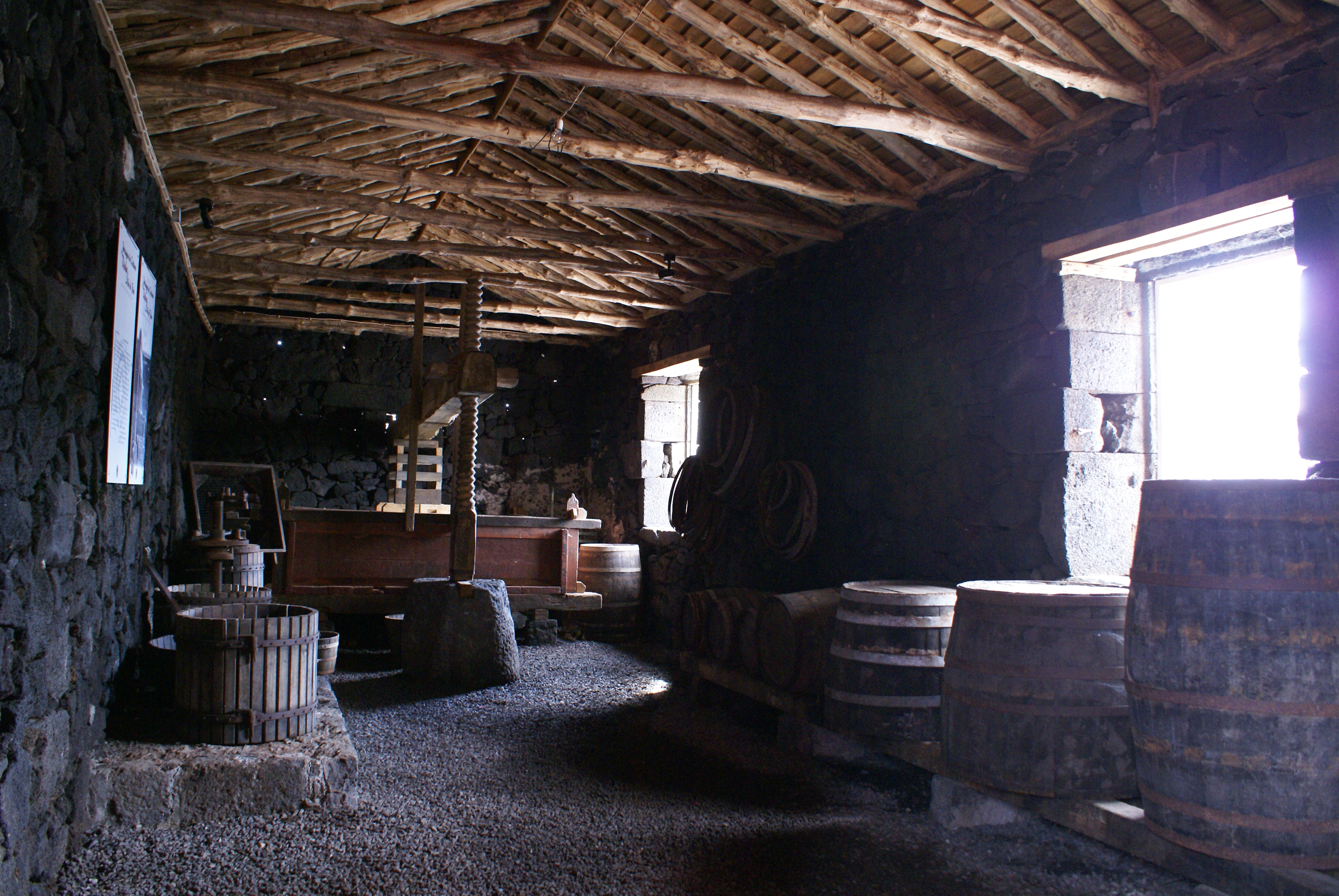
Bảo tàng rượu vang Pico.
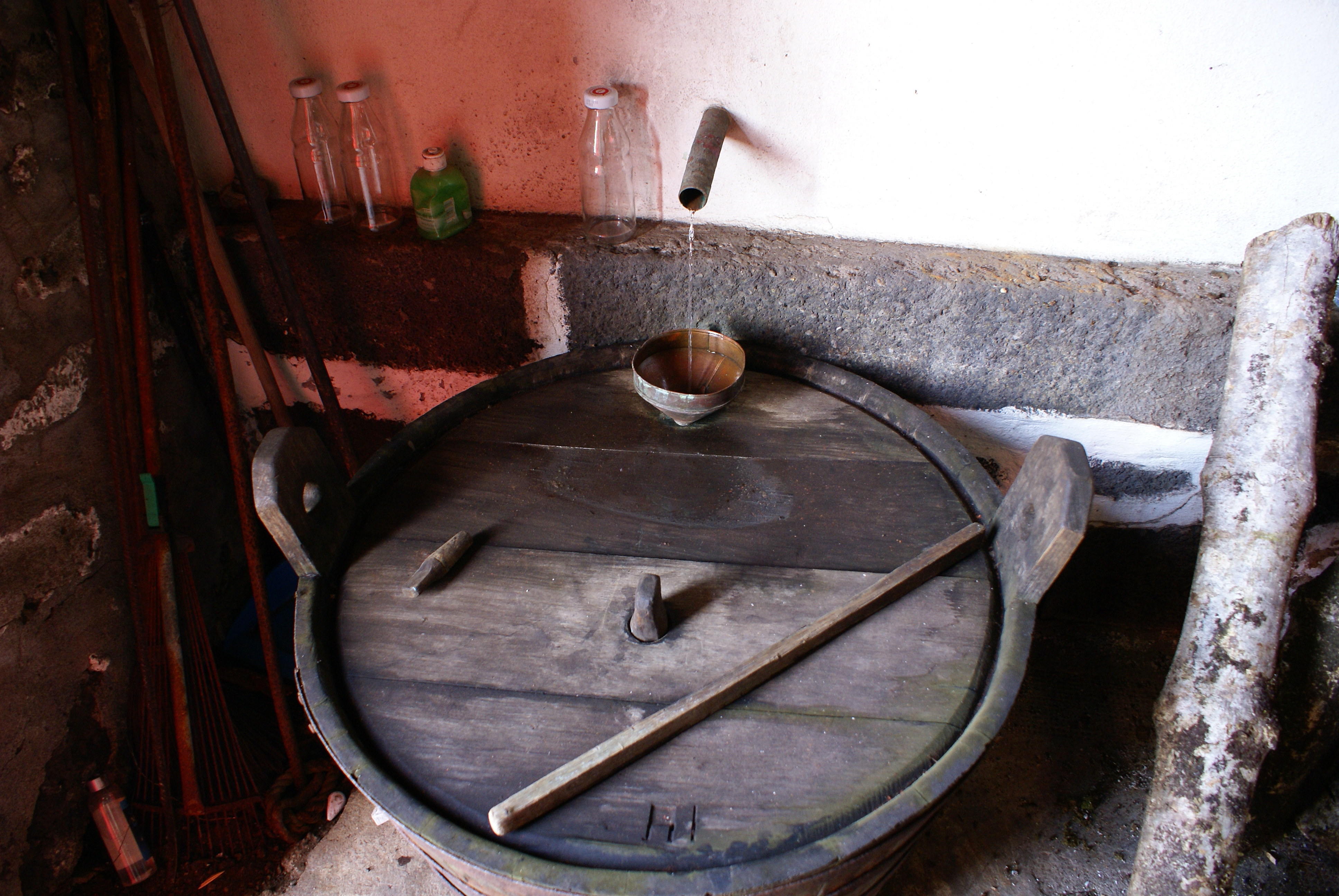
Bảo tàng rượu vang Pico.
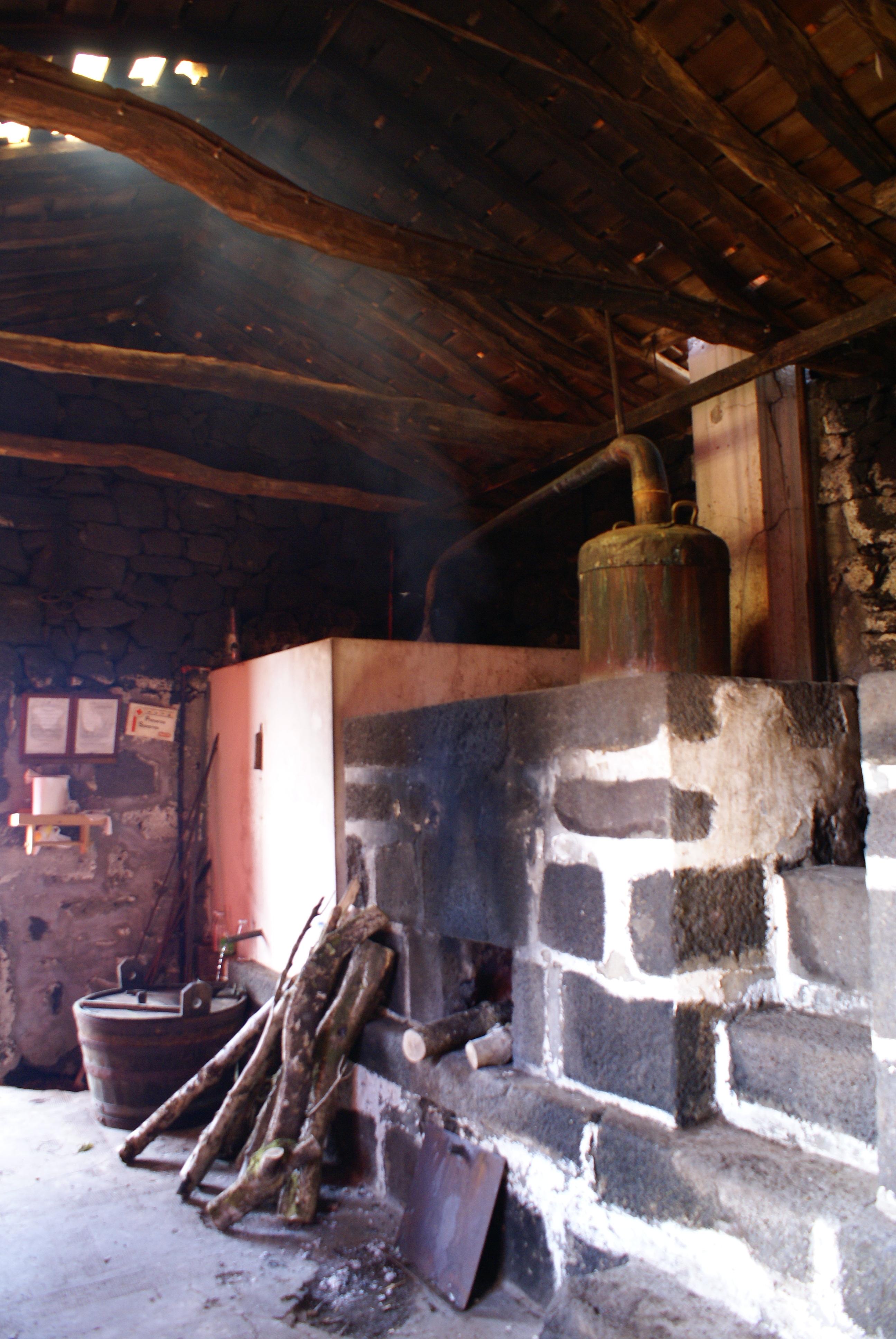
Lò chưng cất rượu
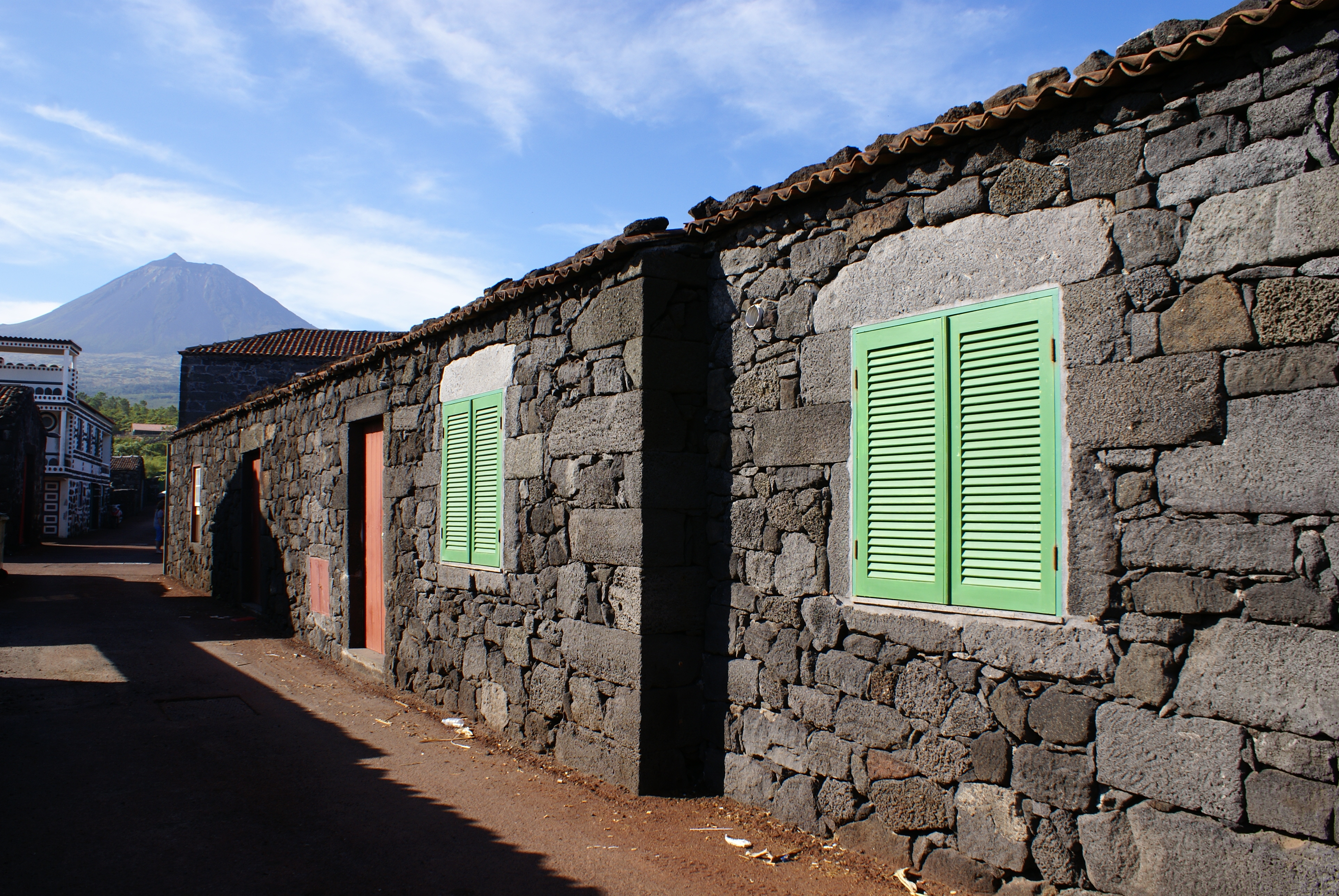
Một ví dụ về ngôi nhà hầm rượu truyền thống bằng đá trên đảo.
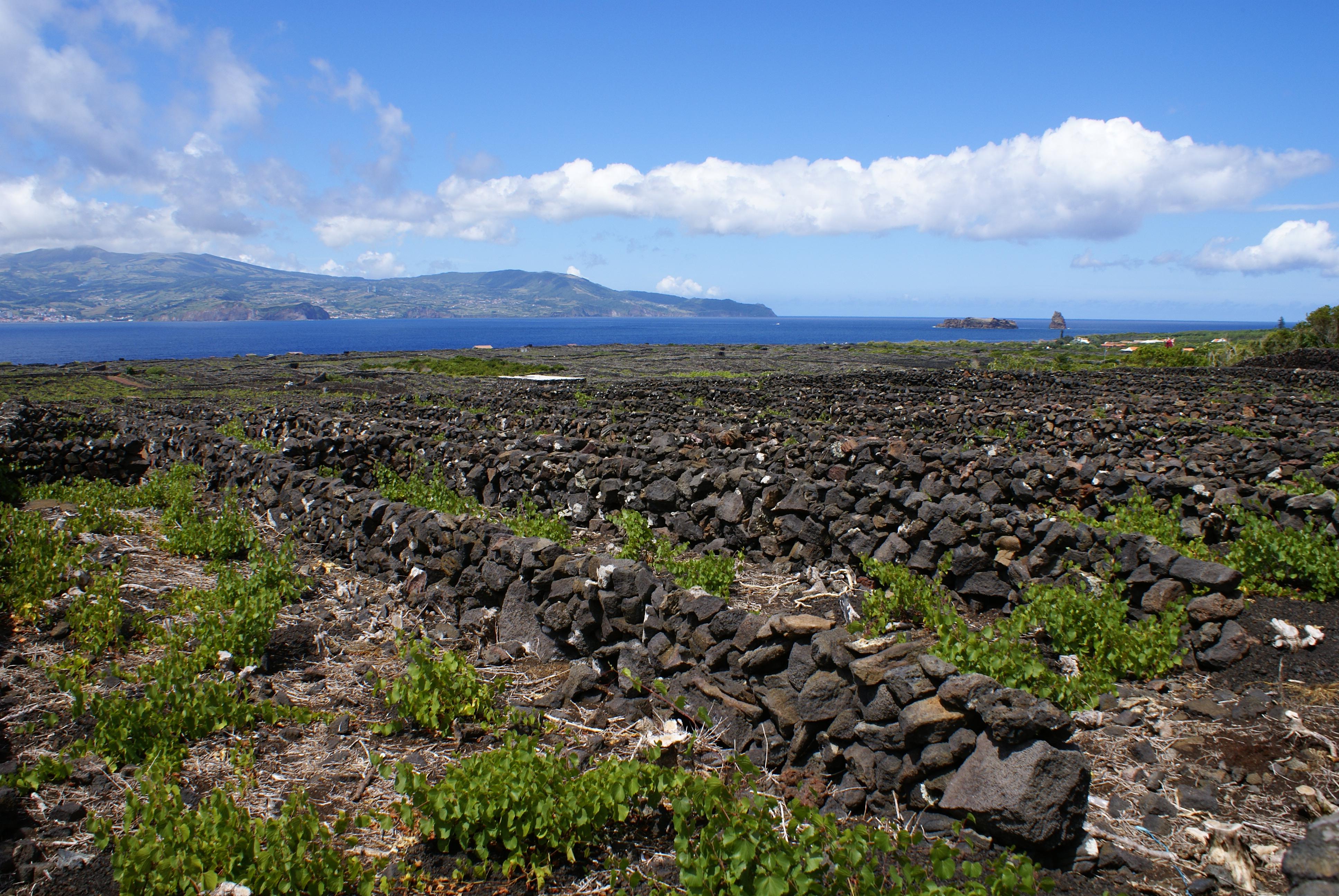
Vườn nho trên đảo.